# Fotografie

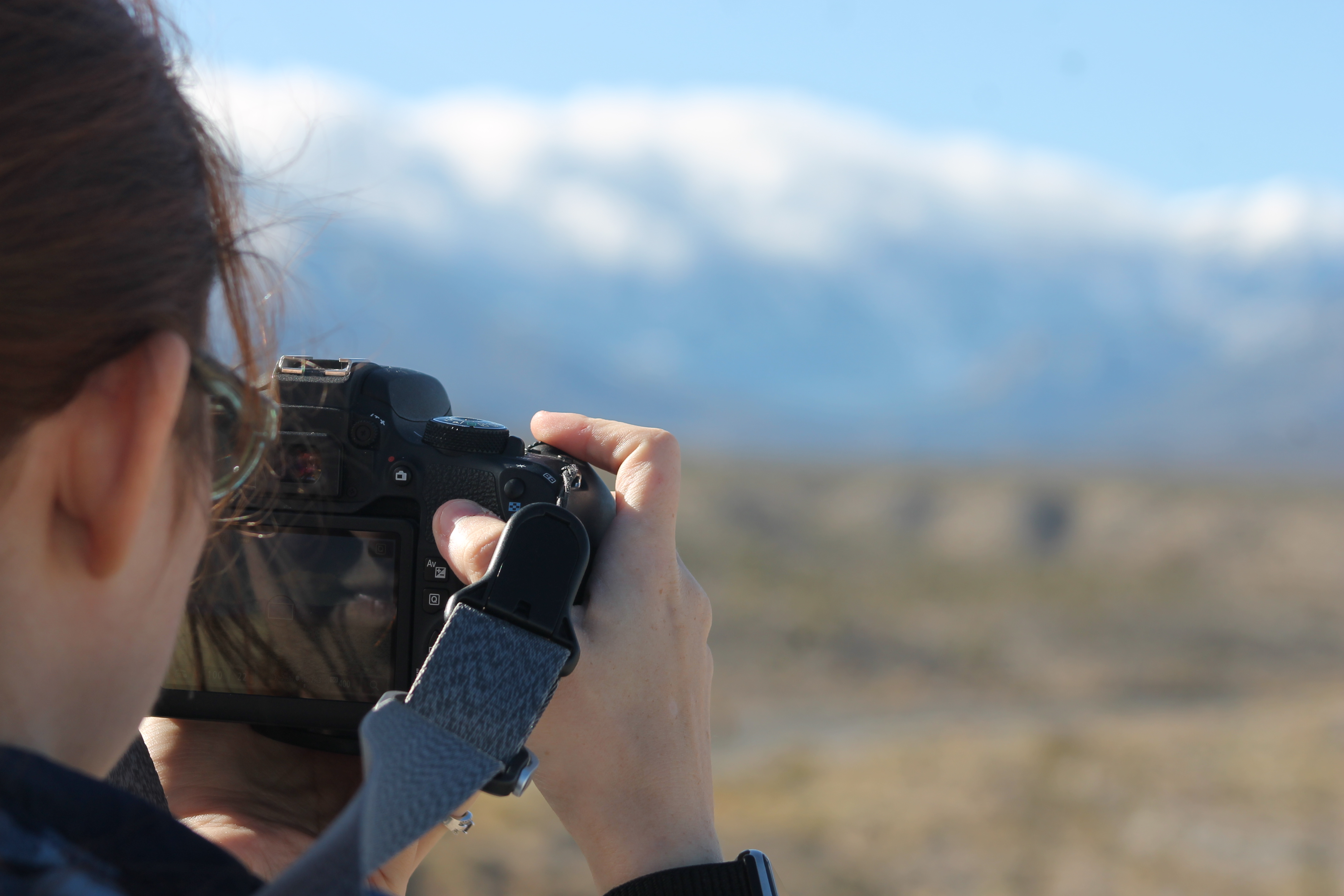
Fotografie der Sierra Nevada

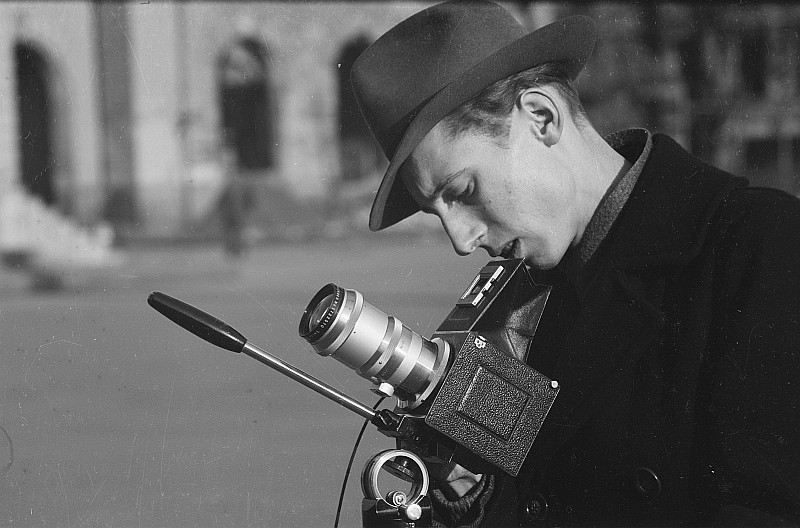
Fotograf bei der Arbeit (Foto: Roger Rössing 1948)

Fotografie oder Photographie (zusammengesetzt aus altgriechisch φῶς phōs, deutsch ‚Licht‘ [im Genitiv φωτός photós] und altgriechisch γράφειν gráphein, deutsch ‚zeichnen‘ (-graphie), sinngemäß „Mit Licht zeichnen“) bezeichnet:
- eine Gattung der Bildenden Kunst
- eine bildgebende Methode,[1] bei der mit Hilfe von optischen Verfahren ein Lichtbild auf ein lichtempfindliches Medium projiziert und dort direkt und dauerhaft gespeichert (analoges Verfahren) oder in elektronische Daten gewandelt und gespeichert wird (digitales Verfahren)
- das dauerhafte Lichtbild (Diapositiv, Filmbild oder Papierbild; kurz Bild, umgangssprachlich auch Foto genannt), das durch fotografische Verfahren hergestellt wird; dabei kann es sich entweder um ein Positiv oder ein Negativ auf Film, Folie, Papier oder anderen fotografischen Trägern handeln. Fotografische Aufnahmen werden als Abzug, Vergrößerung, Filmkopie oder als Ausbelichtung bzw. Druck von digitalen Bild-Dateien vervielfältigt. Der entsprechende Beruf ist der Fotograf.
- Bilder, die zum Beispiel für das Kino aufgenommen werden. Beliebig viele fotografische Bilder werden in Reihen von Einzelbildern auf fotografischen Film aufgenommen, die später mit einem Filmprojektor als bewegte Bilder (Laufbilder) vorgeführt werden können (siehe Film).

## Begriff
Bis ins 20. Jahrhundert bezeichnete Fotografie alle Bilder, die rein durch Licht auf einer Oberfläche entstehen.

## Allgemeines
Die Fotografie ist ein Medium, das in sehr verschiedenen Zusammenhängen eingesetzt wird. Fotografische Abbildungen können beispielsweise Gegenstände mit primär künstlerischem (künstlerische Fotografie) oder primär kommerziellem Charakter sein (Industriefotografie, Werbe- und Modefotografie). Die Fotografie kann unter künstlerischen, technischen (Fototechnik), ökonomischen (Fotowirtschaft) und gesellschaftlich-sozialen (Amateur-, Arbeiter- und Dokumentarfotografie) Aspekten betrachtet werden. Des Weiteren werden Fotografien im Journalismus und in der Medizin verwendet.
Die Fotografie ist teilweise ein Gegenstand der Forschung und Lehre in der Kunstgeschichte und der noch jungen Bildwissenschaft. Der mögliche Kunstcharakter der Fotografie war lange Zeit umstritten, ist jedoch seit der fotografischen Stilrichtung des Piktorialismus um die Wende zum 20. Jahrhundert letztlich nicht mehr bestritten. Einige Forschungsrichtungen ordnen die Fotografie der Medien- oder Kommunikationswissenschaft zu, auch diese Zuordnung ist umstritten.
Im Zuge der technologischen Weiterentwicklung fand zu Beginn des 21. Jahrhunderts allmählich der Wandel von der klassischen analogen (Silber-)Fotografie hin zur Digitalfotografie statt. Der weltweite Zusammenbruch der damit in Zusammenhang stehenden Industrie für analoge Kameras aber auch für Verbrauchsmaterialien (Filme, Fotopapier, Fotochemie, Laborgeräte) führt dazu, dass die Fotografie mehr und mehr auch unter kulturwissenschaftlicher und kulturhistorischer Sicht erforscht wird. Allgemein kulturelle Aspekte in der Forschung sind z. B. Betrachtungen über den Erhalt und die Dokumentation der praktischen Kenntnis der fotografischen Verfahren für Aufnahme und Verarbeitung aber auch der Wandel im Umgang mit der Fotografie im Alltag. Zunehmend kulturhistorisch interessant werden die Archivierungs- und Erhaltungstechniken für analoge Aufnahmen aber auch die systemunabhängige langfristige digitale Datenspeicherung.
Die Fotografie unterliegt dem komplexen und vielschichtigen Fotorecht; bei der Nutzung von vorhandenen Fotografien müssen die Bildrechte beachtet werden. Die Gesetzgebungen in verschiedenen Ländern unterscheiden sich teilweise stark.

## Fototechnik

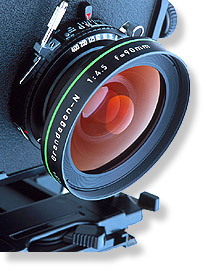
Objektiv einer Großformatkamera

Prinzipiell wird meist mit Hilfe eines optischen Systems, in vielen Fällen einem Objektiv, fotografiert. Dieses wirft das von einem Objekt ausgesendete oder reflektierte Licht auf die lichtempfindliche Schicht einer Fotoplatte, eines Films oder auf einen fotoelektrischen Wandler, einen Bildsensor.

### Fotografische Kameras
Der fotografischen Aufnahme dient eine fotografische Apparatur (Kamera). Durch Manipulation / Veränderung des optischen Systems (unter anderem die Einstellung der Blendenzahl, Scharfstellung, Farbfilterung, die Wahl der Belichtungszeit, der Objektivbrennweite, der Beleuchtung und nicht zuletzt des Aufnahmematerials) stehen einem Fotografen zahlreiche Gestaltungsmöglichkeiten offen. Als vielseitigste Fotoapparatbauform hat sich sowohl im Analog- als auch im Digitalbereich die Spiegelreflexkamera durchgesetzt. Für viele Aufgaben werden weiterhin die verschiedensten Spezialkameras benötigt und eingesetzt.
2020 hat erstmals die spiegellose digitale Systemkamera die digitale Spiegelreflexkamera überholt und ist dabei, diese abzulösen.

### Lichtempfindliche Schicht
Bei der Digitalfotografie besteht das Äquivalent der lichtempfindlichen Schicht aus Chips wie CCD- oder CMOS-Sensoren.
Bei der filmbasierten Fotografie (z. B. Silber-Fotografie) ist die lichtempfindliche Schicht auf der Bildebene eine Dispersion (im allgemeinen Sprachgebrauch Emulsion). Sie besteht aus einem Gel, in dem gleichmäßig kleine Körnchen eines Silberhalogenids (zum Beispiel Silberbromid) verteilt sind. Je kleiner die Körnung ist, umso weniger lichtempfindlich ist die Schicht (siehe ISO-5800-Standard), umso besser ist allerdings die Auflösung („Korn“). Dieser lichtempfindlichen Schicht wird durch einen Träger Stabilität verliehen. Trägermaterialien sind Zelluloseacetat, früher diente dazu Zellulosenitrat (Zelluloid), Kunststofffolien, Metallplatten, Glasplatten und sogar Textilien (siehe Fotoplatte und Film).
Die Cyanotypie beruht auf Eisen statt Silber für die lichtempfindliche Schicht.

### Entwicklung und Fixierung bzw. Konvertierung
Mit Ausnahme von Rohdaten (RAW-Dateien) müssen digitale Bilddateien nicht entwickelt werden, um sie am Monitor betrachten oder verarbeiten zu können; sie werden elektronisch gespeichert und können anschließend mit der elektronischen Bildbearbeitung am Computer bearbeitet und bei Bedarf auf Fotopapier ausbelichtet oder beispielsweise mit einem Tintenstrahldrucker ausgedruckt werden. Rohdaten werden vorab mittels spezieller Entwicklungssoftware oder RAW-Konvertern am Computer in nutzbare Formate (z. B. JPG, TIF) gebracht, was als digitale Entwicklung bezeichnet wird.
Durch das Entwickeln bei der filmbasierten Fotografie wird auf chemischem Wege das latente Bild sichtbar gemacht. Beim Fixieren werden die nicht belichteten Silberhalogenid-Körnchen wasserlöslich gemacht und anschließend mit Wasser herausgewaschen, sodass ein Bild bei Tageslicht betrachtet werden kann, ohne dass es nachdunkelt.
Ein weiteres älteres Verfahren ist das Staubverfahren, mit dem sich einbrennbare Bilder auf Glas und Porzellan herstellen lassen.

### Der Abzug

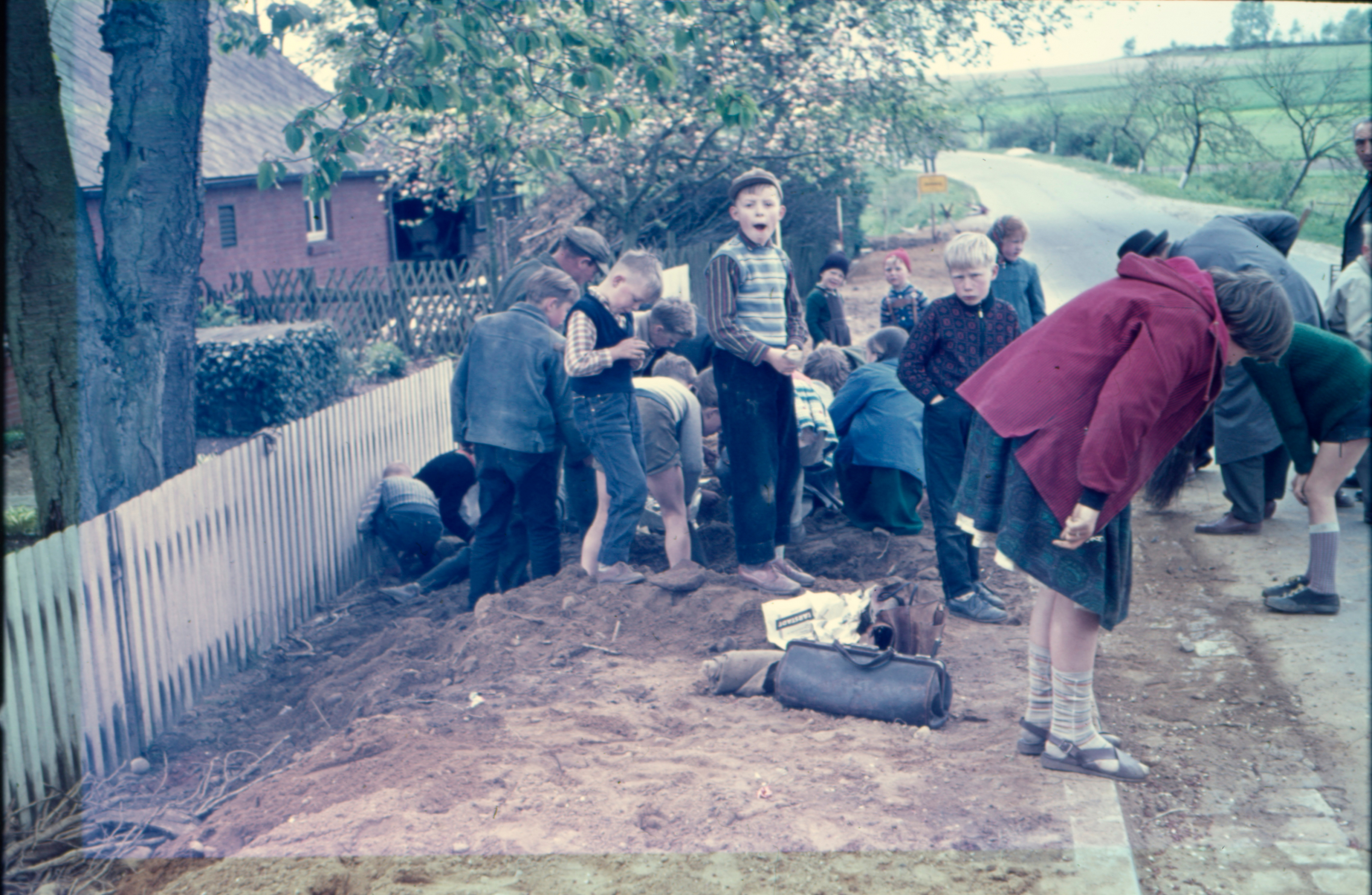
Abzug aus den 1960er Jahren mit großflächigem Lichtschaden

Als Abzug bezeichnet man das Ergebnis einer Kontaktkopie, einer Vergrößerung oder einer Ausbelichtung; dabei entsteht in der Regel ein Papierbild. Abzüge können von Filmen (Negativ oder Dia) oder von Dateien gefertigt werden.
Abzüge als Kontaktkopie haben dieselbe Größe wie die Abmessungen des Aufnahmeformats; wird eine Vergrößerung vom Negativ oder Positiv angefertigt, beträgt die Größe des entstehenden Bildes ein Vielfaches der Größe der Vorlage, dabei wird jedoch in der Regel das Seitenverhältnis beibehalten, das bei der klassischen Fotografie bei 1,5 bzw. 3:2 oder in USA 5:4 liegt.
Eine Ausnahme davon stellt die Ausschnittvergrößerung dar, deren Seitenverhältnis in der Bühne eines Vergrößerers beliebig festgelegt werden kann; allerdings wird auch die Ausschnittvergrößerung in der Regel auf ein Papierformat mit bestimmten Abmessungen belichtet.
Der Abzug ist eine häufig gewählte Präsentationsform der Amateurfotografie, die in speziellen Kassetten oder Alben gesammelt werden. Bei der Präsentationsform der Diaprojektion wurde in der Regel mit dem Original-Diapositiv, also einem Unikat gearbeitet, während es sich bei Abzügen immer um Kopien handelt.

## Geschichte der Fotografie

### Vorläufer und Vorgeschichte
Der Name Kamera leitet sich vom Vorläufer der Fotografie, der Camera obscura („Dunkle Kammer“) ab, die bereits seit dem 11. Jahrhundert bekannt ist und Ende des 13. Jahrhunderts von Astronomen zur Sonnenbeobachtung eingesetzt wurde. Anstelle einer Linse weist diese Kamera nur ein kleines Loch auf, durch das die Lichtstrahlen auf eine Projektionsfläche fallen, von der das auf dem Kopf stehende, seitenverkehrte Bild abgezeichnet werden kann. In Edinburgh und Greenwich bei London sind begehbare, raumgroße Camerae obscurae eine Touristenattraktion. Auch das Deutsche Filmmuseum hat eine Camera obscura, in der ein Bild des gegenüberliegenden Mainufers projiziert wird.
Ein Durchbruch war 1550 die Wiedererfindung der Linse, mit der hellere und gleichzeitig schärfere Bilder erzeugt werden können. 1685 wurde der Ablenkspiegel erfunden, mit dem ein Abbild auf Papier gezeichnet werden konnte.
Im 18. Jahrhundert kamen die Laterna magica, das Panorama und das Diorama auf. Chemiker wie Humphry Davy begannen bereits, lichtempfindliche Stoffe zu untersuchen und nach Fixiermitteln zu suchen.

### Die frühen Verfahren

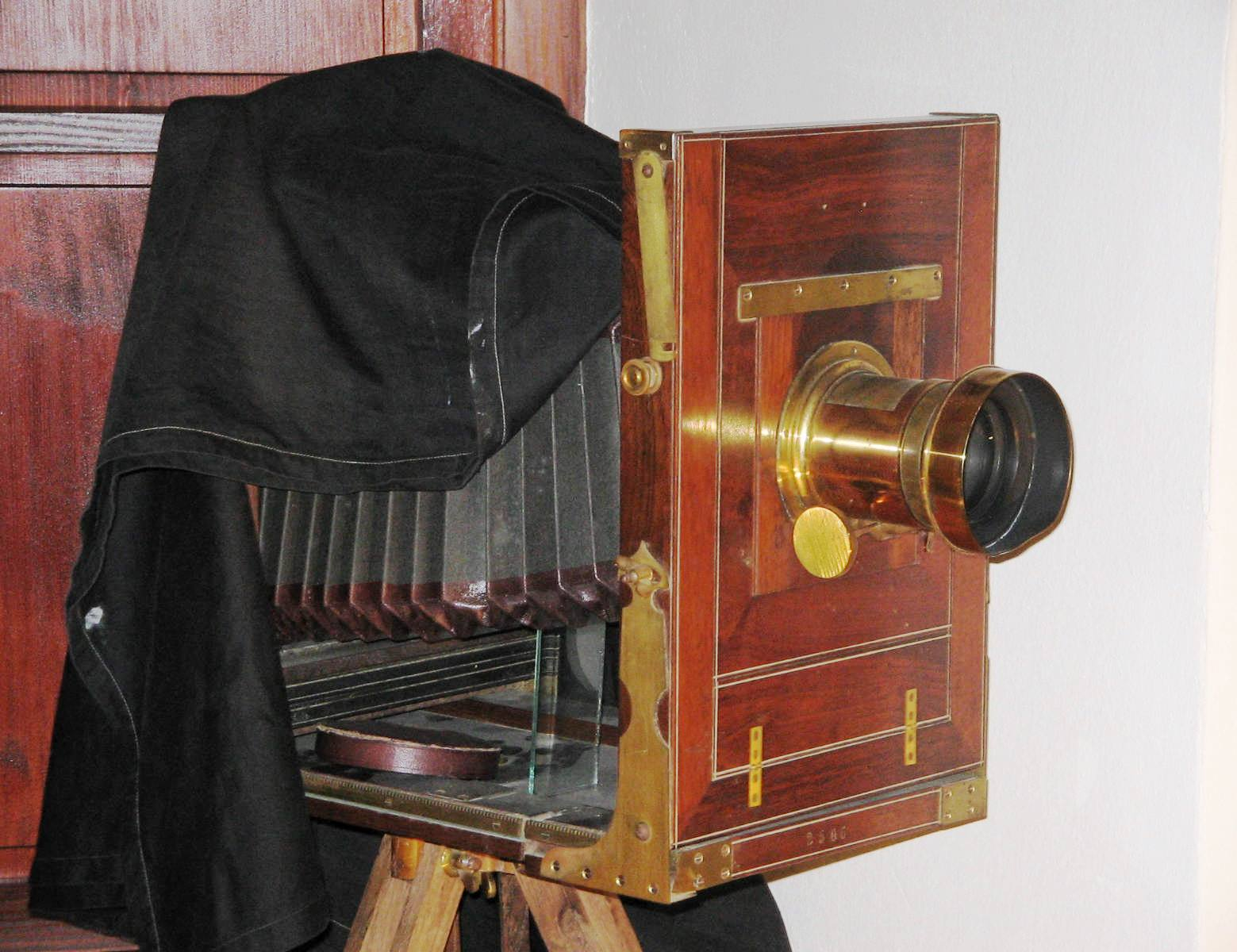
Historische Kamera

Die vermutlich erste dauerhafte Fotografie der Welt „Blick aus dem Arbeitszimmer“ wurde im Frühherbst 1826 durch Joseph Nicéphore Niépce im Heliografie-Verfahren angefertigt. 1837 benutzte Louis Jacques Mandé Daguerre ein besseres Verfahren, das auf der Entwicklung der Fotos mit Hilfe von Quecksilberdämpfen und anschließender Fixierung in einer heißen Kochsalzlösung oder einer normal temperierten Natriumthiosulfatlösung beruhte. Die auf diese Weise hergestellten Bilder, allesamt Unikate auf versilberten Kupferplatten, wurden als Daguerreotypien bezeichnet. Ebenfalls 1837 fertigte Franz von Kobell die erste deutsche Fotografie, eine Aufnahme der Münchner Frauenkirche.
Bereits 1835 hatte der Engländer William Fox Talbot das Negativ-Positiv-Verfahren erfunden. Auch heute werden noch manche der historischen Verfahren als Edeldruckverfahren in der Bildenden Kunst und künstlerischen Fotografie verwendet. In einem Beitrag über den Fotopionier Talbot prägte Johann Heinrich von Mädler in der Vossischen Zeitung vom 25. Februar 1839 als erster den Begriff Photographie.
Am 13. April 1839, vier Monate vor Daguerre, veröffentlichten Carl August von Steinheil und Franz von Kobell das von ihnen entwickelte Steinheil-Verfahren. Sie verwendeten dazu als lichtempfindliches Material Chlorsilberpapier. Die aufgenommenen Negative fotografierten sie nochmals ab und erhielten dadurch Positive. Ihre ersten Fotos zeigten unter anderem die Glyptothek und die Türme der Münchner Frauenkirche.
Im Jahr 1883 erschien in der bedeutenden Leipziger Wochenzeitschrift Illustrirte Zeitung zum ersten Mal in einer deutschen Publikation ein gerastertes Foto in Form einer Autotypie, die Georg Meisenbach etwa 1880 erfunden hatte.

### Farbfotografie
Der amerikanische Baptistenprediger und Daguerrotypist Levi Hill beanspruchte um 1850/1851 als erster die Erfindung der Farbfotografie für sich. Hill weigerte sich allerdings, die Funktionsweise seines Verfahrens offenzulegen. 1860 arbeitete Niépce de Saint-Victor an einem Verfahren, alle Farben auf einer einzigen lichtempfindlichen Schicht aufzuzeichnen (Heliochromie).
Eine Abbildung von James Clerk Maxwell 1861 gilt als die erste Farbfotografie.

### Gesellschaftliche Bedeutung der frühen Fotografie
Zwei Jahre nach der Erfindung der Fotografie wurden ab 1840/41 die ersten Fotoateliers eröffnet. Von Friedrich Wilhelm Schelling und Alexander von Humboldt wurden noch in hohem Alter Fotografien aufgenommen. Bilder von Herrschern entstanden, darunter Abraham Lincoln, Otto von Bismarck und Kaiser Wilhelm I. Sie wurden in zahllosen Kopien in privaten Wohnungen gehalten, aber erst mit dem Aufkommen der Presse als Massenartikel ab den 1880er Jahren verbreitet. Parallel entstanden dokumentarische Fotografien, etwa von Naturereignissen. Der Fotograf Hermann Biow fotografierte den Brand in der Hamburger Innenstadt vom Mai 1842. Fotografien entstanden in Kriegen, so im Krimkrieg (1853–1856) und im amerikanischen Bürgerkrieg (1861–1865). Der Kunstcharakter der Fotografie stand zu Beginn hinter ihrem dokumentarischen, technisch-objektivierenden Anspruch. In den Naturwissenschaften fand die Fotografie frühen Einzug, darunter in der Astronomie und in der Medizin (Röntgen). Die Arbeitswelt wurde ab den 1860er Jahren fotografiert, die Reisefotografie entstand. Die Reisefotografie brachte den Menschen bis dahin wenig bekannte Regionen der Erde in neuer Form nahe. Das achtbändige Prachtwerk „The Peoples of India“ (1865–1875) zeigte 460 Aufnahmen. Das vierbändige Illustration of China and Its People (1873) dokumentierte ein damals den Europäern unbekanntes Land. Derselbe Fotograf, John Thomson, richtete später seine Kamera auf die Armen in London. In den großen Städten entstanden Fotostudios. Gegen Ende des 19. Jahrhunderts gehörte das Familienbild oder das Gruppenfoto am Arbeitsplatz längst zur kulturellen Grundausstattung. Die Fotografie war in das Alltagsgeschehen vorgedrungen, dazu zählen Werbung, Propaganda, Bildpostkarte und Ansichtskarte. Die private Nutzung der Fotografie wurde durch die Rollfilmkamera stark gefördert.

### 20. Jahrhundert
Fotografien konnten zunächst nur als Unikate hergestellt werden, mit der Einführung des Negativ-Positiv-Verfahrens war eine Vervielfältigung im Kontaktverfahren möglich. Die Größe des fertigen Fotos entsprach in beiden Fällen dem Aufnahmeformat, was sehr große, unhandliche Kameras erforderte. Mit dem Rollfilm und insbesondere der von Oskar Barnack bei den Leitz Werken entwickelten und 1924 eingeführten Kleinbildkamera, die den herkömmlichen 35-mm-Kinofilm verwendete, entstanden völlig neue Möglichkeiten für eine mobile, schnelle Fotografie. Obwohl, durch das kleine Format bedingt, zusätzliche Geräte zur Vergrößerung erforderlich wurden und die Bildqualität mit den großen Formaten bei Weitem nicht mithalten konnte, setzte sich das Kleinbild in den meisten Bereichen der Fotografie als Standardformat durch.

### 21. Jahrhundert
Die Digitalfotografie, in den 1990er Jahren technologisch eingeleitet, ab den 2000er Jahren sich im professionellen Bereich, später auch bei Amateurfotografen adaptiert, veränderte die Fotografie nachhaltig. Sie veränderte als ein disruptiver Prozess die Fotoindustrie, die Bearbeitungskette und vor allem die Nutzung. Statt eines chemischen Films war nun ein Bildsensor das Aufnahmemedium der Fotografie. Digitale Bilder können nun beliebig auf den Computer übertragen werden und auch mit digitalen Bildbearbeitungsprogrammen oder neuerdings auf der Basis Künstlicher Intelligenz bearbeitet (oder manipuliert) werden. Dies dürfte auch die Qualität der Bilder beeinflusst haben, denn Kameraautomatik oder nachträgliche Bildbearbeitungen konnten nun Fehler beim Entstehen der Aufnahme ausgleichen.
Die Technik führte zu einer ungeheuerlichen Bilderflut und massenhaften Bildautorenschaften, die in sich noch gesteigert wurde durch die Verbreitung in sozialen Plattformen oder auch durch die Smartphone-Fotografie, bei der die Kamerafunktion nur noch einen Teil von vielen Funktionalitäten darstellt.
Unabhängig von der Amateurfotografie als Massenmarkt, hat die Digitalfotografie auch die Arbeit von Profifotografen verändert. Deren Bilder können heute unter technischen Gesichtspunkten wesentlich in der Qualität gesteigert werden. Zugleich kann bei Auftragsarbeiten die Zeit zwischen Aufnahme durch den Fotografen und Nutzung durch den Auftraggeber auf ein Minimum reduziert werden.

## Technikgeschichte

### Analogfotografie

#### Begriff
Zur Abgrenzung gegenüber den neuen fotografischen Verfahren der Digitalfotografie tauchte zu Beginn des 21. Jahrhunderts der Begriff Analogfotografie oder stattdessen auch die zu diesem Zeitpunkt bereits veraltete Schreibweise Photographie wieder auf.
Um der Öffentlichkeit ab 1990 die seinerzeit neue Technik der digitalen Speicherung von Bilddateien zu erklären, verglich man sie in einigen Publikationen technisch mit der bis dahin verwendeten analogen Bildspeicherung der Still-Video-Kamera. Durch Übersetzungsfehler und Fehlinterpretationen sowie durch den bis dahin noch allgemein vorherrschenden Mangel an technischem Verständnis über die digitale Kameratechnik, bezeichneten einige Journalisten danach irrtümlich auch die bisherigen klassischen Film-basierten Kamerasysteme als Analogkameras.
Der Begriff hat sich bis heute erhalten und bezeichnet nun fälschlich nicht mehr die Fotografie mittels analoger Speichertechnik in den ersten digitalen Still-Video-Kameras, sondern nur noch die Technik der Film-basierten Fotografie. Bei dieser wird aber weder digital noch analog „gespeichert“, sondern chemisch/physikalisch fixiert.

#### Allgemeines
Eine Fotografie kann weder analog noch digital sein. Lediglich die Bildinformation kann punktuell mittels physikalischer, analog messbarer Signale (Densitometrie, Spektroskopie) bestimmt und gegebenenfalls nachträglich digitalisiert werden.
Nach der Belichtung des Films liegt die Bildinformation zunächst nur latent vor. Gespeichert wird diese Information nicht in der Analogkamera, sondern erst bei der Entwicklung des Films mittels chemischer Reaktion in einer dreidimensionalen Gelatineschicht (Film hat mehrere übereinander liegende Sensibilisierungsschichten). Die Bildinformation liegt danach auf dem ursprünglichen Aufnahmemedium (Diapositiv oder Negativ) unmittelbar vor. Sie ist ohne weitere Hilfsmittel als Fotografie (Unikat) in Form von entwickelten Silberhalogeniden bzw. Farbkupplern sichtbar. Gegebenenfalls kann aus solchen Fotografien in einem zweiten chemischen Prozess im Fotolabor ein Papierbild erzeugt werden, bzw. kann dies nun auch durch Einscannen und Ausdrucken erfolgen.
Bei der digitalen Speicherung werden die analogen Signale aus dem Kamerasensor in einer zweiten Stufe digitalisiert und werden damit elektronisch interpretier- und weiterverarbeitbar. Die digitale Bildspeicherung mittels Analog-Digital-Wandler nach Auslesen aus dem Chip der Digitalkamera arbeitet (vereinfacht) mit einer lediglich zweidimensional erzeugten digitalen Interpretation der analogen Bildinformation und erzeugt eine beliebig oft (praktisch verlustfrei) kopierbare Datei in Form von differentiell ermittelten digitalen Absolutwerten. Diese Dateien werden unmittelbar nach der Aufnahme innerhalb der Kamera in Speicherkarten abgelegt. Mittels geeigneter Bildbearbeitungssoftware können diese Dateien danach ausgelesen, weiter verarbeitet und auf einem Monitor oder Drucker als sichtbare Fotografie ausgegeben werden.

### Digitalfotografie

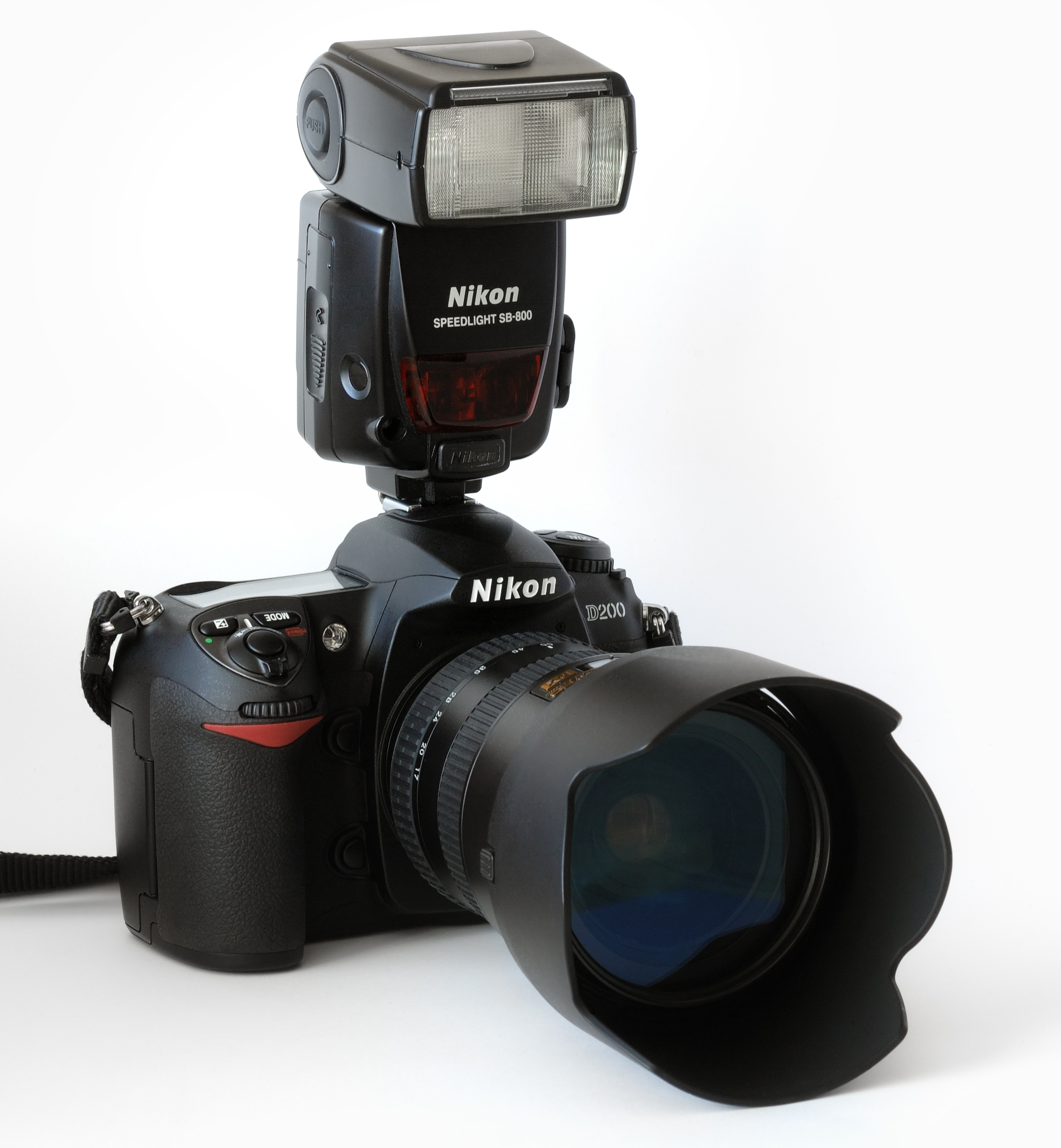
Digitale Spiegelreflexkamera

Die erste CCD (Charge-coupled Device) Still-Video-Kamera wurde 1970 von Bell konstruiert. 1972 meldete Texas Instruments das erste Patent auf eine filmlose Kamera an, welche einen Fernsehbildschirm als Sucher verwendete.
1973 produzierte Fairchild Imaging das erste kommerzielle CCD mit einer Auflösung von 100 × 100 Pixel.
Dieses CCD wurde 1975 in der ersten funktionstüchtigen digitalen Kamera von Kodak benutzt. Entwickelt hat sie der Erfinder Steven Sasson. Diese Kamera wog 3,6 Kilogramm, war größer als ein Toaster und benötigte noch 23 Sekunden, um ein Schwarz-Weiß-Bild mit 100×100 Pixeln Auflösung auf eine digitale Magnetbandkassette zu übertragen; um das Bild auf einem Bildschirm sichtbar zu machen, bedurfte es weiterer 23 Sekunden.
1986 stellte Canon mit der RC-701 die erste kommerziell erhältliche Still-Video-Kamera mit magnetischer Aufzeichnung der Bilddaten vor, Minolta präsentierte den Still Video Back SB-90/SB-90S für die Minolta 9000; durch Austausch der Rückwand der Kleinbild-Spiegelreflexkamera wurde aus der Minolta 9000 eine digitale Spiegelreflexkamera; gespeichert wurden die Bilddaten auf 2-Zoll-Disketten.
1987 folgten weitere Modelle der RC-Serie von Canon sowie digitale Kameras von Fujifilm (ES-1), Konica (KC-400) und Sony (MVC-A7AF). Es folgten 1988 Nikon mit der QV-1000C, 1990 Kodak mit dem DCS (Digital Camera System) sowie 1991 Rollei mit dem Digital Scan Pack. Ab Anfang der 1990er Jahre kann die Digitalfotografie im kommerziellen Bildproduktionsbereich als eingeführt betrachtet werden.
Die digitale Fotografie revolutionierte die Möglichkeiten der digitalen Kunst, erleichtert insbesondere aber auch Fotomanipulationen.
Die Photokina 2006 zeigte, dass die Zeit der filmbasierten Kamera endgültig vorbei ist. Im Jahr 2007 waren weltweit 91 Prozent aller verkauften Fotokameras digital, die herkömmliche Fotografie auf Filmen schrumpfte auf Nischenbereiche zusammen. Im Jahr 2011 besaßen rund 45,4 Millionen Personen in Deutschland einen digitalen Fotoapparat im Haushalt und im gleichen Jahr wurden in Deutschland rund 8,57 Millionen Digitalkameras verkauft.

## Fotografie als Kunstform

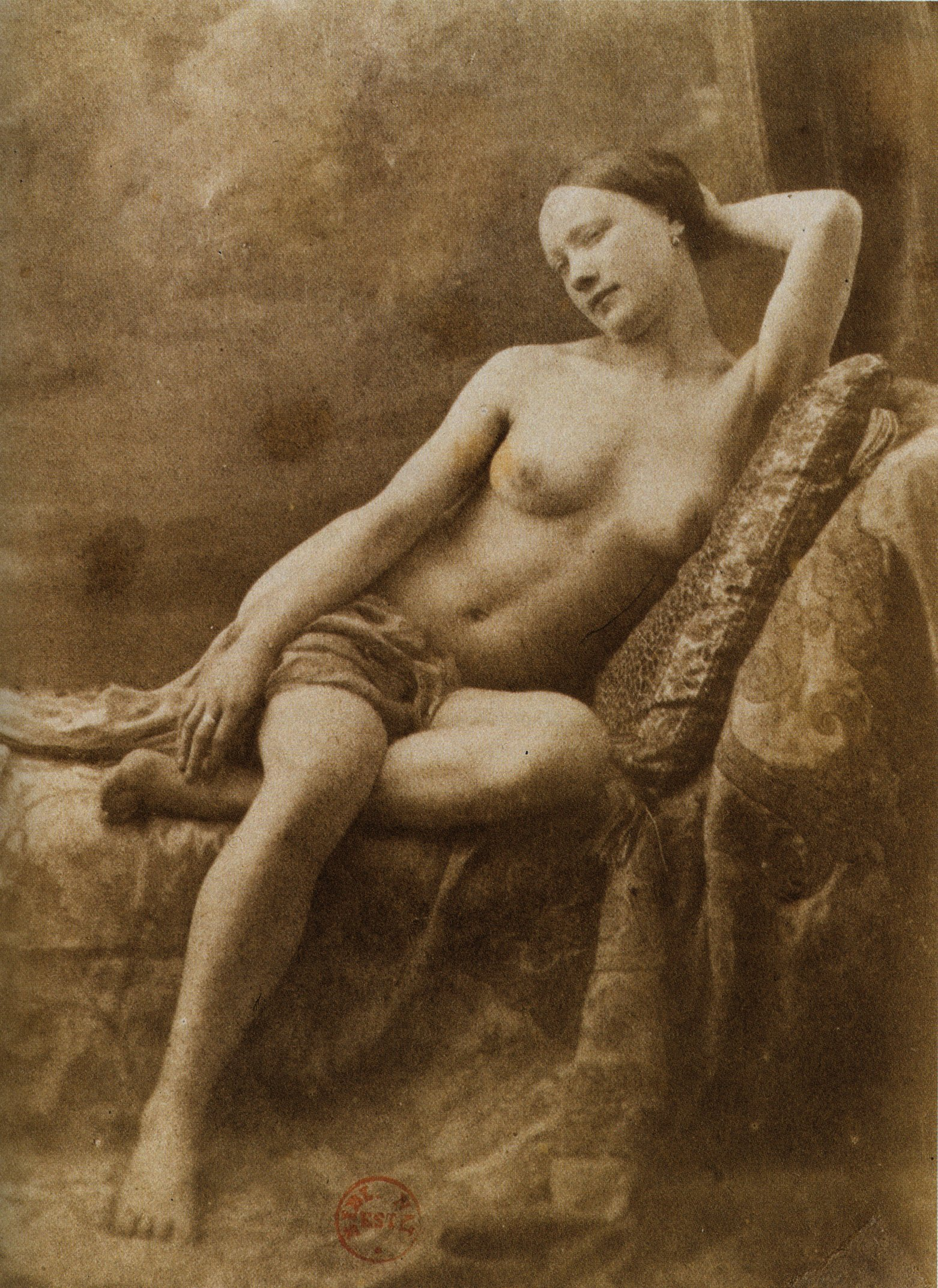
Eugène Durieu: Sitzender weiblicher Akt, Entwurfsvorlage für das nachstehende Gemälde von Delacroix

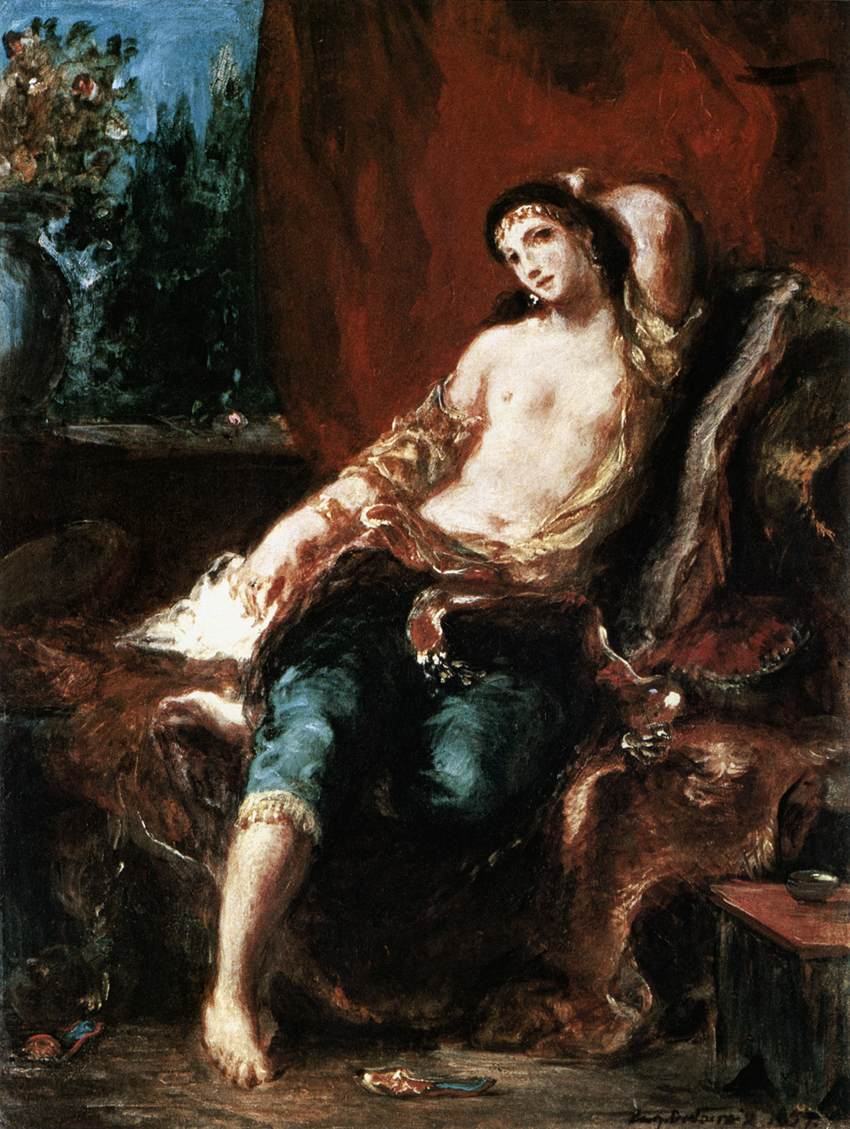
Eugène Delacroix: Odalisque

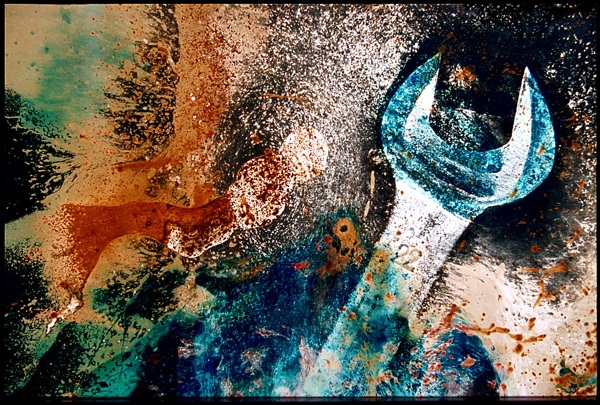
Josef H. Neumann: Traumarbeit (1976)

### Pioniere und Kritiker
Der Kunstcharakter der Fotografie war lange Zeit umstritten: Charles Baudelaire führte dies bereits in seinem Werk Die Fotografie und das moderne Publikum im Jahre 1859 aus. Baudelaire beschäftigte sich mit dem Einfluss der Fotografie auf die Kunst und ebenso mit den tiefgreifenden Veränderungen der Kunstwahrnehmung: Ästhetische Erziehung und Geschmacksbildung wurde nun neben den klassischen Künsten auch durch die Fotografie bestimmt. Baudelaire sah hier die Geschlossenheit der Künste durch ein neues Medium erweitert. Baudelaire erkannte auch die Konkurrenz innerhalb der Kunst: Der Porträtmaler stand nun dem Porträtfotografen gegenüber. Baudelaire kritisierte die Bestrebungen, die Natur zu kopieren, ohne ihr Wesen zu kennen, als eine gegenüber der wahren Kunst feindlich eingestellte Lehre. Diese Kritik manifestiert sich bis heute: Die realistische oder auch idealisierte Abbildung wird oft kritisiert. Künstlerische Fotografie bedeutet bis heute, Wahrnehmung, Dialog und Schöpfung. Zugespitzt formuliert der Kunsttheoretiker Karl Pawek in seinem Buch Das optische Zeitalter (1963): „Der Künstler erschafft die Wirklichkeit, der Fotograf sieht sie.“
Diese Auffassung, u. a. von Walter Benjamin vertreten, betrachtet die Fotografie nur als ein technisches, standardisiertes, mechanisch reproduzierte Verfahren, mit dem eine Wirklichkeit auf eine objektive, quasi „natürliche“ Weise abgebildet wird, ohne dass dabei gestalterische und damit künstlerische Aspekte zum Tragen kommen: „die Erfindung eines Apparates zum Zwecke der Produktion … (perspektivischer) Bilder hat ironischerweise die Überzeugung … verstärkt, dass es sich hierbei um die natürliche Repräsentationsform handele. Offenbar ist etwas natürlich, wenn wir eine Maschine bauen können, die es für uns erledigt.“ Fotografien dienten gleichwohl aber schon bald als Unterrichtsmittel bzw. Vorlage in der Ausbildung bildender Künstler (Études d’après nature).
Schon in Texten des 19. Jahrhunderts wurde aber auch bereits auf den Kunstcharakter der Fotografie hingewiesen, der mit einem ähnlichen Einsatz der Technik wie bei anderen anerkannten zeitgenössische grafische Verfahren (Aquatinta, Radierung, Lithografie, …) begründet wird. Damit wird auch die Fotografie zu einem künstlerischen Verfahren, mit dem ein Fotograf eigene Bildwirklichkeiten erschafft. Die ersten Schritte in Richtung künstlerische Fotografie entstanden mit Gedanken hin zu einer konzeptionellen Fotografie, also eine Fotografie, die neben das reale Festhalten eines Moments, Bildaussagen, Bildsprache und eine strukturierte Ordnung der Bildelemente im Sinne einer Komposition setzt.
Auch zahlreiche Maler des 19. Jahrhunderts, wie etwa Eugène Delacroix, erkannten dies und nutzten Fotografien als Mittel zur Bildfindung und Gestaltung, als künstlerisches Entwurfsinstrument für malerische Werke, allerdings weiterhin ohne ihr einen eigenständigen künstlerischen Wert zuzusprechen. Allerdings gab es auch zuvor schon die Camera obscura die vielleicht schon Filippo Brunelleschi (1377–1446) bei seiner Konstruktion der Zentralperspektive als Hilfsmittel eingesetzt haben mag, Albrecht Dürer zeichnete ihre Anwendung. Die Methode von Malern der Fotografie als Skizzenelement wurde auch im 20. und 21. Jahrhundert angewandt. So nutzt David Hockney fotografische Vorlagen (Polaroid oder auch 35-mm-Film) für Porträts oder in der Landschaftsmalerei, setzte sie aber auch für Fotocollagen im Sinne der Panografie ein.
Auch Fotografen kritisierten teilweise den Mangel an künstlerischem Anspruch. Der Fotograf Henri Cartier-Bresson, selbst als Maler ausgebildet, wollte die Fotografie ebenfalls nicht als Kunstform, sondern als Handwerk betrachtet wissen: „Die Fotografie ist ein Handwerk. Viele wollen daraus eine Kunst machen, aber wir sind einfach Handwerker, die ihre Arbeit gut machen müssen.“ Gleichzeitig nahm er aber für sich auch das Bildfindungskonzept des „entscheidenden Augenblickes“ in Anspruch, das ursprünglich von Gotthold Ephraim Lessing dramenpoetologisch ausgearbeitet wurde. Damit bezieht er sich unmittelbar auf ein künstlerisches Verfahren zur Produktion von Kunstwerken. Cartier-Bressons Argumentation diente also einerseits der poetologischen Nobilitierung, andererseits der handwerklichen Immunisierung gegenüber einer Kritik, die die künstlerische Qualität seiner Werke anzweifeln könnte. So wurden gerade Cartier-Bressons Fotografien sehr früh in Museen und Kunstausstellungen gezeigt, so zum Beispiel in der MoMa-Retrospektive (1947) und der Louvre-Ausstellung (1955). Cartier-Bresson kritisierte sogar Kollegen: „Die Welt ist dabei, in Stücke zu fallen und Leute wie Adams und Weston fotografieren Felsen!“
Fotografie wurde bereits früh als Kunst betrieben (Julia Margaret Cameron, Lewis Carroll und Oscar Gustave Rejlander in den 1860er Jahren). Der entscheidende Schritt zur Anerkennung der Fotografie als Kunstform ist den Bemühungen von Alfred Stieglitz (1864–1946) zu verdanken, der mit seinem Magazin Camera Work den Durchbruch vorbereitete. Auch der Objektkünstler und Fotograf Man Ray versuchte mit fotografischen Methoden Kunst zu schaffen, allerdings auch mit Methoden der Abstraktion, der Bildsprache oder der Symbolik, mit denen er sich von einer realistischen Abbildung abzuheben versuchte. Die eigentliche Integration begann aber erst zu Ende der 1970er unter anderem mit Klaus Honnefs 150-Jahr-Feier der Fotografie auf der documenta 6 und dem Erfolg der Düsseldorfer Schule in den 1980er Jahren, die Fotografie als (alleiniges) künstlerisches Mittel endgültig etablierte. Die Fotografie wurde fortan auf dem Kunstmarkt gehandelt.

### Etablierung in Ausstellungen
Erstmals trat die Fotografie in Deutschland in der Werkbund-Ausstellung 1929 in Stuttgart in beachtenswertem Umfang mit internationalen Künstlern wie Edward Weston, Imogen Cunningham und Man Ray an die Öffentlichkeit. Spätestens seit den MoMA-Ausstellungen von Edward Steichen (The Family of Man, 1955) und John Szarkowski (1960er) ist Fotografie als Kunst von einem breiten Publikum anerkannt, wobei gleichzeitig der Trend zur Gebrauchskunst begann. Ein wichtiger Meilenstein war 1947 die Gründung der Bildagentur Magnum Photos, eine unabhängige Fotoagentur und Fotografenagentur. Die zahlreichen bekannten Fotografen von Magnum brachten Bilder von hoher Qualität und Aussage in die Massenmedien und veränderten damit auch die Wahrnehmung der Fotografie durch die Öffentlichkeit. Oft wurde das Zeitgeschehen mit künstlerischen Aussagen der Magnum-Fotografen kommentiert – es entstanden ikonografische Bilder.
Ein anderer Aspekt ist die Nutzung der Fotografie in Mode oder Architektur. Diese „Kunstwerke“ wurden spätestens ab den 1920er Jahren zu Objekten einer künstlerischen Fotografie. Modefotografie und Architekturfotografie schufen nun auch ikonografische Bilder.
Als ein mögliches Kriterium für Fotografien als Kunstform sieht Susan Sontag im Kriterium des Neuen. Neu bedeutet hier das Aufzeigen neuer formaler Möglichkeiten oder Abweichungen der tradierten visuellen Sprache, heute würde man also von Bildsprache oder „fotografischem Sehen“ sprechen. Wie für jede Kunstform gilt „das Neue“ als ein essentieller Anspruch an die künstlerische Fotografie. Den von Walter Benjamin aufgezeigten Makel der Fotografie, dem eines mechanisch reproduzierten Objektes, dem die Handwerklichkeit der Malerei und ihre Fähigkeit ein Original zu schaffen abgeht, setzt Sontag entgegen, dass Fotografien durchaus über eine gewisse Authentizität aufweisen können. Fotografien, die eine eigene Bildsprache hervorbringen können und in einen Dialog mit dem Betrachter eintreten, können sehr wohl Kunst sein. Nicht zuletzt gilt auch die Rezeption in Museen und Ausstellungen seit Mitte des 20. Jahrhunderts als ein möglicher Indikator für die zunehmende Herausbildung eines ästhetischen Urteils über Fotografien als Kunst.

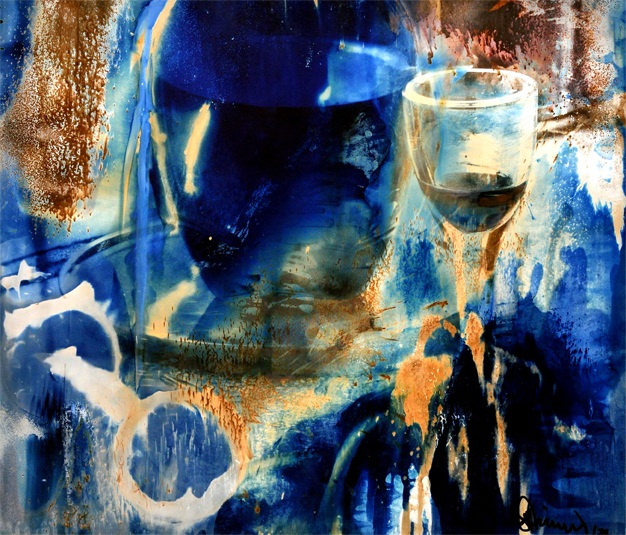
Josef H. Neumann: Chemogram Gustav I (C)1974

Innerhalb des Chemogramm wird 1974 die bis zu diesem Zeitpunkt vorhandene Schnittstelle zwischen den künstlerischen Medien Malerei und Fotografie kunsthistorisch relevant geschlossen. Das Chemogramm von dem Fotodesigner Josef H. Neumann, in den frühen siebziger Jahren erfunden und exakt spezifiziert, vereint Fotografie und Malerei erstmals weltweit innerhalb der schwarzweißen fotografischen Schicht.
Im Jahr 1977 stellte die documenta 6 in Kassel erstmals als international bedeutende Ausstellung in der berühmten Abteilung Fotografie die Arbeiten von historischen und zeitgenössischen Fotografen aus der gesamten Geschichte der Fotografie in den vergleichenden Kontext zur zeitgenössischen Kunst im Zusammenhang mit den in diesem Jahr begangenen „150 Jahren Fotografie“.

### Etablierung in den Museen
Heute ist Fotografie als vollwertige Kunstform akzeptiert. Indikatoren dafür sind die wachsende Anzahl von Museen, Sammlungen und Forschungseinrichtungen für Fotografie, Ausstellungen, die Zunahme der Professuren für Fotografie sowie nicht zuletzt der gestiegene Wert von Fotografien in Kunstauktionen und Sammlerkreisen. Zahlreiche oftmals nicht trennscharfe Genres haben sich entwickelt, darunter die Landschafts-, Akt-, Industrie-, Architekturfotografie und viele mehr, die innerhalb der Fotografie eigene Wirkungsfelder entfaltet haben. Außerdem entwickelt sich die künstlerische Fotomontage zu einem der Malerei gleichwertigen Kunstobjekt.
Neuere Diskussionen innerhalb der Foto- und Kunstwissenschaften verweisen indes auf eine zunehmende Beliebigkeit bei der Kategorisierung von Fotografie. Zunehmend werde demnach von der Kunst und ihren Institutionen absorbiert, was einst ausschließlich in die angewandten Bereiche der Fotografie gehört habe.
Die Digitalfotografie und die massenhafte Verbreitung von Kameras führte zu neuen Diskussionen über den Kunstanspruch der Fotografie. So ist heute die gewohnte und immer wieder gesteigerte Ästhetik oft ein Kritikpunkt und die geschickte Vermarktung von bekannten Fotografen, die sich in immer neuen Rekorden bei Auktionen widerspiegelt. Technisch perfekte Bilder können Kitsch sein, und nur bekannte Muster reproduzieren, ohne das Neue aufzuzeigen. Kritiker schöner oder perfekter Bilder kehren damit zu Baudelaire zurück: Es kommt auf das Erkennen einer Aussage an, auf Kritik, auf das Neue. Fotografie als Kunstform muss Fragen stellen und einen Dialog auslösen.
Die Rezeption der künstlerischen Fotografie in Museen und Ausstellungen, die zahlreichen Wettbewerbe zeigen deutlich, das Fotografie eine Kunstform sein kann. Die US-amerikanische Essayistin Susan Sontag kommentierte dazu: „Das wahre Ausmaß des Thriumphs der Fotografie als Kunst und über die Kunst, wird erst nach und nach erfasst.“

## Urheberrecht
Ein Foto kann urheberrechtlichen Schutz genießen, wenn es als Lichtbildwerk im Sinne des § 2 Abs. 1 Nr. 5 UrhG anzusehen ist. Dies erfordert eine persönliche geistige Schöpfung (§ 2 Abs. 2 UrhG), d. h. das Foto bedarf einer gewissen Gestaltungshöhe. Die Gestaltungshöhe kann durch die Auswahl des Aufnahmeorts, eines bestimmten Objektivs oder durch die Wahl von Blende und Zeit eintreten. Fehlt die Gestaltungshöhe, kann der Fotograf statt eines urheberrechtlichen Schutzes einen Leistungsschutz nach § 72 UrhG genießen. Durch § 72 UrhG sind die Vorschriften für Lichtbildwerke auch auf die Lichtbilder anwendbar.
Ab dem Jahr 1909 mussten die Fotografen, die den Kaiser und die kaiserliche Familie fotografiert hatten, die Rechte an diesen Fotografien an diese abtreten.

## Einflussreiche Fotografen

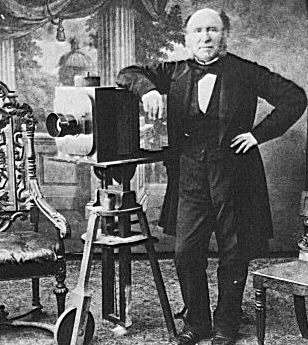
Fotograf im Studio (um 1850)

Die Fotografie als Objekt der Kunstwissenschaft wurde geprägt durch herausragende Fotografen wie beispielsweise – ohne Wertung quer durch die Zeit- und Stilgeschichte der Fotografie – Tina Modotti, Gerda Taro, Franz Xaver Setzer, Jacob Wothly, W. H. Talbot, E. S. Curtis, Aenne Biermann, Karl Blossfeldt, Albert Renger-Patzsch, August Sander, Henri Cartier-Bresson, Germaine Krull, Florence Henri, Paul Wolff, Ansel Adams, vor dem Zweiten Weltkrieg, Marie Karoline Tschiedel, Otto Steinert, Richard Avedon, Diane Arbus und unzählige andere bis hin zu „Modernen“ wie Helmut Newton, Manfred Baumann, Walter E. Lautenbacher, Thomas Ruff, Jeff Wall, Andreas Gursky, Harald Mante, Josef H. Neumann, Gerhard Vormwald und Rafael Herlich. Mit jedem dieser berühmten Fotografen ist eine bestimmte Zeit, eine bestimmte Auffassung von Fotografie, ein persönlicher Stil – möglicherweise innerhalb eines bestimmten Fachgebietes der Fotografie – und eine eigene Thematik verbunden.
Einige Fotografen organisierten sich in Künstlergruppen wie f/64 um Edward Weston in den USA in der ersten Hälfte des 20. Jahrhunderts oder arbeiteten zusammen in Foto- oder Bildagenturen wie Magnum Photos oder Bilderberg – Archiv der Fotografen, andere arbeiten dagegen bevorzugt alleine.
Oft sind künstlerisch bekannte Fotografen in ihrem „Brotberuf“ eher unauffällig und durchschnittliche „Handwerker“, erst in ihren freien Arbeiten treten sie mit Ausstellungen oder durch Preisverleihungen in den Blickpunkt der Öffentlichkeit. Als Beispiel seien der Modefotograf Helmut Newton, der Werbefotograf Reinhart Wolf, der Landschafts- und Architekturfotograf Robert Häusser und der deutsche Eisenbahnfotograf Carl Bellingrodt genannt. Sie wurden mit völlig anderen Sujets als denen ihrer täglichen Arbeit bekannt, wie Akt-, Eisenbahn-, Food-, Architektur- sowie mit künstlerischer Schwarz-Weiß-Fotografie. Die Fotografie ist jedoch keine exklusive Kunstform, sondern wird auch von zahllosen Amateurfotografen betrieben: Die Amateurfotografie ist der Motor der Fotowirtschaft und Motivation für die Produktion der meisten Bilder, deren Zahl weltweit monatlich in die Milliarden geht.

## Genres der Fotografie
- Abstrakte Fotografie
- Aktfotografie
- Arbeiterfotografie
- Architekturfotografie
- Astrofotografie
- Dokumentarfotografie
- Erotische Fotografie
- Experimentelle Fotografie
- Food-Fotografie
- Fotojournalismus
- Hochzeitsfotografie
- Industriefotografie
- Konzertfotografie
- Kriegsfotografie
- Künstlerische Fotografie
- Landschaftsfotografie
- Modefotografie
- Naturfotografie
- Porträtfotografie
- Produktfotografie
- Ruinen-Fotografie
- Schwarzweißfotografie
- Sozialdokumentarische Fotografie
- Sportfotografie
- Straßenfotografie
- Theaterfotografie
- Tierfotografie
- Umweltfotografie
- Unterwasserfotografie
- Weltraumfotografie
- Werbefotografie
- Wissenschaftliche Fotografie

## Rezeption

### Teuerste Bilder
Die aktuell teuerste Fotografie „Phantom“ von Peter Lik wurde nach Presseberichten im Dezember 2014 für 6,5 Millionen Dollar verkauft. Der englische Guardian" jedenfalls konnte das Bild sich sehr gut als „abgedroschenes Poster in einem schicken Hotel“ vorstellen. Vielleicht muss man die Frage stellen, ob der Preis eines aktuell gehandelten Bildes etwas über den künstlerischen Wert aussagt oder doch eher über die Vermarktung. Gursky, Salgado und andere Künstler entwickelten eine eigene Bildsprache – und haben wohl damit Kunstwerke geschaffen.

### Theorie und Praxis
Die Fotografie wird in zahlreichen Einzeltheorien diskutiert, eine einheitliche und umfassende „Theorie der Fotografie“ fehlt bisher, stattdessen existieren sehr unterschiedliche Perspektiven, die die Fotografie beispielsweise aus philosophischer, psychologischer oder kunsthistorischer Sicht betrachten.
Die gestalterische Gratwanderung zwischen der fotografischen Technik und der gewünschten Bildaussage, bis hin zu einer konzeptionellen Fotografie, vielleicht auch mit einer Bildsprache, wie sie professionelle Fotografen einsetzen, kennzeichnet die vielschichtig differenzierte Foto-Praxis der Gegenwart.

### Zitate
„Fotografieren ist einfach. Doch die Fotografie ist eine sehr schwierige Kunst.“

„Fotografieren ist wie Schreiben mit Licht, wie Musizieren mit Farbtönen, wie Malen mit Zeit und sehen mit Liebe.“

„Die Tatsache, dass eine (im konventionellen Sinn) technisch fehlerhafte Fotografie gefühlsmäßig wirksamer sein kann als ein technisch fehlerloses Bild, wird auf jene schockierend wirken, die naiv genug sind, zu glauben, dass technische Perfektion den wahren Wert eines Fotos ausmacht.“

„Natürlich wird es immer diejenigen geben, welche nur auf die Technik schauen und fragen: “wie”, während andere neugieriger Natur fragen werden: “warum”. Persönlich habe ich immer die Inspiration vor der Information bevorzugt.“

„Es gibt viele Fotos, welche voller Leben, aber dennoch schwer zu merken sind. Wichtig ist die Wirkungskraft.“

„Die Photographie ist eine wunderbare Entdeckung, eine Wissenschaft, welche die größten Geister angezogen, eine Kunst, welche die klügsten Denker angeregt hat – und doch von jedem Dummkopf betrieben werden kann.“

„Wage, irrational zu sein, halte dich frei von Formeln, bleibe offen für jeden frischen Einfluss, bleibe beweglich…“

„Lassen Sie mich die Aufmerksamkeit auf einen der populärsten Irrtümer in Sachen Fotografie lenken – den Irrglauben, dass man herausragende Arbeiten, oder was man dafür hält, mit der Klassifizierung ‚professionell‘ belegt und den Ausdruck ‚Amateur‘ für alle unausgereiften oder ganz miserablen Fotografien bereithält. Tatsache ist, dass so ziemlich alle wichtigen Arbeiten von Menschen kommen und kamen, die aus Liebe zur Sache und nicht aus finanziellen Gründen fotografieren. Wie der Name besagt, arbeitet der Amateur aus Liebe zur Sache, und angesichts dieses Sachverhalts muss die Unhaltbarkeit dieser populären Unterscheidung offenkundig werden.“

„Ich habe noch nie ein Foto gemacht, wie ich es beabsichtigt hatte. Sie sind immer schlechter oder besser.“

„Ein gutes Foto ist ein Foto, auf das man länger als eine Sekunde schaut.“

„An einem Bild sind immer zwei Leute beteiligt: der Fotograf und der Betrachter. Ein Foto wird meistens nur angeschaut – selten schaut man in es hinein. Zwölf gute Fotos in einem Jahr sind eine gute Ausbeute.“

„Eine gute Fotografie weiß, wo man stehen muss.“

„Lebendige Fotografie lässt Neues entstehen, sie zerstört niemals. Sie verkündet die Würde des Menschen. Lebendige Fotografie ist bereits positiv in ihren Anfängen, sie singt ein Loblied auf das Leben.“

„Die Fotografie hilft, den Menschen zu sehen.“

„Tatsächlich ist jedes Foto von A bis Z eine Fälschung. Ein völlig sachliches, unmanipuliertes Foto ist praktisch nicht möglich. Letzten Endes bleibt es allein eine Frage von Maß und Können.“

„Das Hauptinstrument des Fotografen sind seine Augen. So verrückt wie es scheint, wählen viele Fotografen mit den Augen anderer – vergangener oder gegenwärtiger – Fotografen zu sehen. Diese Fotografen sind blind.“

### Fotografiesammlungen in Museen
- Victoria & Albert Museum, London (UK)
- National Science & Media Museum, West Yorkshire (UK)
- Royal Photographic Society (UK)
- Boston Museum of Fine Arts, Boston (USA)
- MoMa, New York City (USA)
- Whitney Museum of American Art, New York City (USA)
- SFMoMa, San Francisco (USA)
- Art Institute of Chicago, Chicago (USA)
- Chicago Museum of Contemporary Photography, Chicago (USA)
- Getty Research Institute, Los Angeles (USA)
- New York Public Library, New York City (USA)
- Fotomuseum Antwerp, Antwerpen (B)
- Nederlands Fotomuseum, Rotterdam (NL)
- Musée d’Orsay, Paris (F)
- MEP Maison européenne de la photographie, Paris (F)
- Museum für Fotografie, Berlin (D).

### Fotografische Sammlungen
- Bildagentur für Kunst, Kultur und Geschichte Berlin
- Sammlung Fotografie in der Berlinischen Galerie
- Fotografie Sammlung im LVR-LandesMuseum Bonn
- Fotografische Sammlung im Museum Folkwang Essen
- Fotografische Sammlung des Ruhr Museums Essen
- Haus der Photographie in den Deichtorhallen Hamburg
- Fotografie und Medien im Sprengel Museum Hannover
- Landessammlung zur Geschichte der Fotografie im Haus der Fotografie (Erdgeschoss des Turm Ungenannt) des Landesmuseums Koblenz
- Sammlung Fotografie im Museum Ludwig, Köln
- Die Photographische Sammlung der SK Stiftung Kultur, Köln
- Sammlung Fotografie und zeitbasierte Medien, Pinakothek der Moderne, Bayerische Staatsgemäldesammlungen, München
- Stiftung Ann und Jürgen Wilde, Pinakothek der Moderne, Bayerische Staatsgemäldesammlungen, München[32]
- Sammlung Fotografie im Münchner Stadtmuseum
- Fotografische Sammlung des Saarlandmuseums, Saarbrücken

### Ausstellungen
- 2012/013, Reiss-Engelhorn-Museen, Mannheim: Die Geburtsstunde der Fotografie – Meilensteine der Gernsheim-Collection[33]
- 2018/019, Museum Fünf Kontinente, München: Fragende Blicke. Neun Zugänge zu ethnografischen Fotografien[34][35]
- 2020, Kunstmuseum Basel: The Incredible World of Photography – Sammlung Ruth und Peter Herzog (Bis 10. Oktober)[36][37]

### Fototechnik, Gestaltung und Fotopraxis
- Andreas Feininger: Andreas Feiningers große Fotolehre. Heyne, ISBN 3-453-17975-7.
- Andreas Feininger: Die hohe Schule der Fotografie. 31. Auflage. Heyne, München 1961, ISBN 978-3-453-41219-4.
- Harald Mante: Das Foto. Verlag Photographie 2010, ISBN 978-3-933131-79-9.
- Willy Puchner: Gestaltung mit Licht, Form und Farbe. München 1981, ISBN 3-87467-207-7.
- John Hedgecoe: Foto-Handbuch, Technik Ausrüstung Bildgestaltung. Buchclub Ex Libris, Zürich, 1985.
- Harald Mante, Josef H. Neumann: Filme kreativ nutzen. Verlag Photographie, Schaffhausen 1987, ISBN 3-7231-7600-3.

### Geschichte, Chronologie
- Boris von Brauchitsch: Kleine Geschichte der Fotografie. Philipp Reclam jun., Ditzingen 2018, ISBN 978-3-15-020519-8.
- Bodo von Dewitz, Reinhard Matz: Silber und Salz: Zur Frühzeit der Photographie im deutschen Sprachraum. Edition Braus, Köln/Heidelberg 1989, ISBN 3-925835-65-2.
- Helmut Gernsheim: Geschichte der Fotografie: Die ersten hundert Jahre. Propyläen, Berlin/Wien 1983, ISBN 3-549-05213-8.
- Jörn Glasenapp: Die deutsche Nachkriegsfotografie: Eine Mentalitätsgeschichte in Bildern. Wilhelm Fink, Paderborn 2008, ISBN 978-3-7705-4617-6.
- Wolfgang Kemp: Foto-Essays: Zur Geschichte und Theorie der Fotografie. Schirmer/Mosel, München 1978/2006, ISBN 3-8296-0240-5.
- Reinhold Mißelbeck (Hrsg.): Prestel-Lexikon der Fotografen. Von den Anfängen 1839 bis zur Gegenwart. Prestel, München 2002, ISBN 3-7913-2529-9.
- Die Anfänge der Photographie, Kleine digitale Bibliothek Bd. 33, CD-ROM, Directmedia Publishing GmbH, Berlin 2007, ISBN 978-3-89853-333-1.
- Walter Benjamin: Kleine Geschichte der Photographie. Mit einem Essay von Wolfgang Matz Berlin: Alexander Verlag 2023.

### Fototheorie, Kunst, Gesellschaft
- Roland Barthes: Die helle Kammer. Bemerkung zur Photographie. Suhrkamp, Frankfurt am Main 1994/2005, ISBN 3-518-38142-3.
- Walter Benjamin: Das Kunstwerk im Zeitalter seiner technischen Reproduzierbarkeit.
- Pierre Bourdieu: Eine illegitime Kunst: die sozialen Gebrauchsweisen der Photographie. Suhrkamp, Frankfurt am Main 1983 / Europäische Verlagsanstalt 2006, ISBN 3-434-46162-0.
- Vilém Flusser: Für eine Philosophie der Fotografie. European Photography, 2018, ISBN 978-3-923283-48-4.
- Gisèle Freund: Photographie und Gesellschaft. Rowohlt, Reinbek bei Hamburg 1993/2002, ISBN 3-499-17265-8.
- Michel Frizot: Neue Geschichte der Fotografie. Könemann Verlag, Köln 1994, ISBN 3-8290-1327-2.
- Klaus Honnef: 150 Jahre Fotografie. Erweiterte Sonderausgabe von Kunstforum International: 150 Jahre Fotografie III / Fotografie auf der documenta 6, Bd. 22. Zweitausendeins, Frankfurt am Main 1977.
- Klaus Honnef (Hrsg.): Die Arbeit des Fotografen. Kunstforum International, Bd. 16. Mainz 1976.
- Klaus Honnef (Hrsg.): Fotografie – Aspekte eines Mediums. Kunstforum International, Bd. 18. Mainz 1976.
- Wolfgang Kemp (Hrsg.): Theorie der Fotografie. Gesamtausgabe in einem Band. Schirmer/Mosel, 2006, ISBN 3-8296-0239-1.
- Rosalind Krauss: Die Originalität der Avantgarde und andere Mythen der Moderne. Übersetzt von Jörg Heininger, durchgesehen und neu bearbeitet von Wilfried Prantner. Verlag der Kunst, Amsterdam und Dresden 2000, ISBN 3-86572-458-2.
- François Laruelle: Die nichtphotographische Vision. In: Herzattacke 4/1994, VI. Jahrgang, Doppelnummer, Band II, S. 196–228.
- Herbert Molderings: Die Moderne der Fotografie. EVA, Hamburg 2007, ISBN 978-3-86572-635-3.
- Susan Sontag: Über Fotografie. 17. Auflage. englische Originalausgabe 1977, S. Fischer Verlag, Frankfurt a. M., 2006, ISBN 978-3-596-23022-8. (Standardwerk des späten 20. Jahrhunderts)
- Herta Wolf (Hrsg.): Paradigma Fotografie. Fotokritik am Ende des fotografischen Zeitalters. Bd. 1. Suhrkamp, Frankfurt a. M. 2002.
- Herta Wolf (Hrsg.): Diskurse der Fotografie. Fotokritik am Ende des fotografischen Zeitalters. Bd. 2. Suhrkamp, Frankfurt a. M. 2003.

## Dokumentarfilm
- Ein Bild, Regie: Harun Farocki, BRD 1983 – Farocki zeigt nüchtern die Herstellung eines Bildes für die Zeitschrift Playboy[38]